# Convención de Lomé
Convención de Lomé, acuerdo de intercambio comercial y cooperación entre la Unión Europea y los países ACP vigente entre 1975-1995 firmado en Lomé, Togo. Reemplazó la Convención de Yaundé.
Establece un sistema de cooperación económica y ayuda entre la UE y las excolonias del Reino Unido (Mancomunidad), Francia y Bélgica no solo del África sino también del Caribe y Oceanía. Permite la exportación de los principales productos agrícolas y mineros de los ACP a la Unión Europea libre de aranceles. Se norma la forma de asignar el Fondo Europeo de Desarrollo. 
Versiones de la Convención (número de países firmantes):
- Lomé I  (1975-1979) – 45 países
- Lomé II (1979-1985) – 57 países
- Lomé III (1985-1990) – 66 países
- Lomé IV (1990-1995) – 68 países
- Lomé IV revisada (1995-2000) – 71 países

## Desarrollo de la Convención de Lomé
Desde Lomé I se crea el STABEX como sistema de compensación a los países ACP que experimenten mermas en los ingresos de exportación por fluctuaciones en los precios o suministro en los productos agrícolas como el té, cacao, café y otros. Igual sistema de compensación pero para la industria minera, el SYSMIN es implementado a partir de Lomé II. Se acuerdan protocolos de intercambio para productos específicos como las bananas, azúcar, ganado vacuno y corderos. El Fondo Europeo de Desarrollo se orientaba al desarrollo de infraestructura y agricultura sustentable. Bajo Lomé III también se invierte en programas de seguridad alimenticia y medidas para combatir la desertificación y sequías.
El Convenio Lomé es reemplazado por el Acuerdo de Cotonú el 2000.
Países integrantes Convención: (No europeos y año de ingreso si es posterior a 1975):
- África: Benín, Botsuana, Alto Volta (Burkina Faso), Burundi, Camerún, Chad, República del Congo, Zaire (República Democrática del Congo), Costa de Marfil, Etiopía, Gabón, Gambia, Ghana, Guinea-Bissau, Kenia, Lesoto, Madagascar, Malaui, Malí, Mauricio, Mauritania, Níger, Nigeria, República Centroafricana, Ruanda, Senegal, Sierra Leona, Somalia, Sudán, Suazilandia, Tanzania, Togo, Uganda, Zambia, Cabo Verde (1979), Comores (1979), Yibuti (1979), Santo Tomé y Príncipe (1979), Seychelles (1979), Angola (1984), Mozambique (1984), Zimbabue (1984), Guinea Ecuatorial (1990), Eritrea (1995), Namibia (1995), Sudáfrica (1995);
- Caribe: Bahamas, Barbados, Jamaica, Trinidad y Tobago, Dominica (1979), Santa Lucía (1979), Antigua y Barbuda (1984), República Dominicana (1984), San Cristóbal y Nieves (1984), San Vicente y las Granadinas (1984), Haití (1990) Guyana, Surinam (1979) y Belice (1984)
- Pacífico: Fiyi, Samoa, Tonga, Kiribati (1979), Papúa Nueva Guinea (1979), Islas Salomón (1979), Tuvalu (1979), Vanuatu (1984).